# Chi Hương xuân
Chi Hương xuân (tiếng Latinh: Toona) hay chi Hồng xuân, chi Lát khét là một chi thực vật thuộc họ Xoan, bản địa ở khu vực từ Afghanistan tới Ấn Độ về phía Nam, Bắc Triều Tiên về phía Đông, và Papua New Guinea cùng với Úc về phía Đông Nam. Trong các tài liệu trước đây, chi Toona thường được xếp vào chi Cedrela, nhưng hiện nay chi đó chỉ giới hạn cho những loài ở châu Mỹ.

## Các loài
- Toona calantas Merr. & Rolfe – Kalantas, Dái ngựa Philippine
- Toona ciliata M.Roem. đồng nghĩa T. australis – Hồng xuân (红椿), Tuyết tùng đỏ Úc, Dái ngựa Ấn Độ, Suren, Surian
- Toona sinensis (A.Juss.) M.Roem. – Hương xuân (香椿), Xoan Hôi, Tông Dù, Xu ấn sử, May sao, Suấn xủ, cây thịt bò hành tây
- Toona sureni (Blume) Merr. đồng nghĩa T. febrifuga (Blume) M.Roem.[3] – Lát khét, Mã nhằm, Mã nhầu, Trương vân, Xoan mộc, Xương mộc, Dái ngựa Việt Nam, Dái ngựa Indonesia, Suren [4]